# 3 Dywizjon Taborów

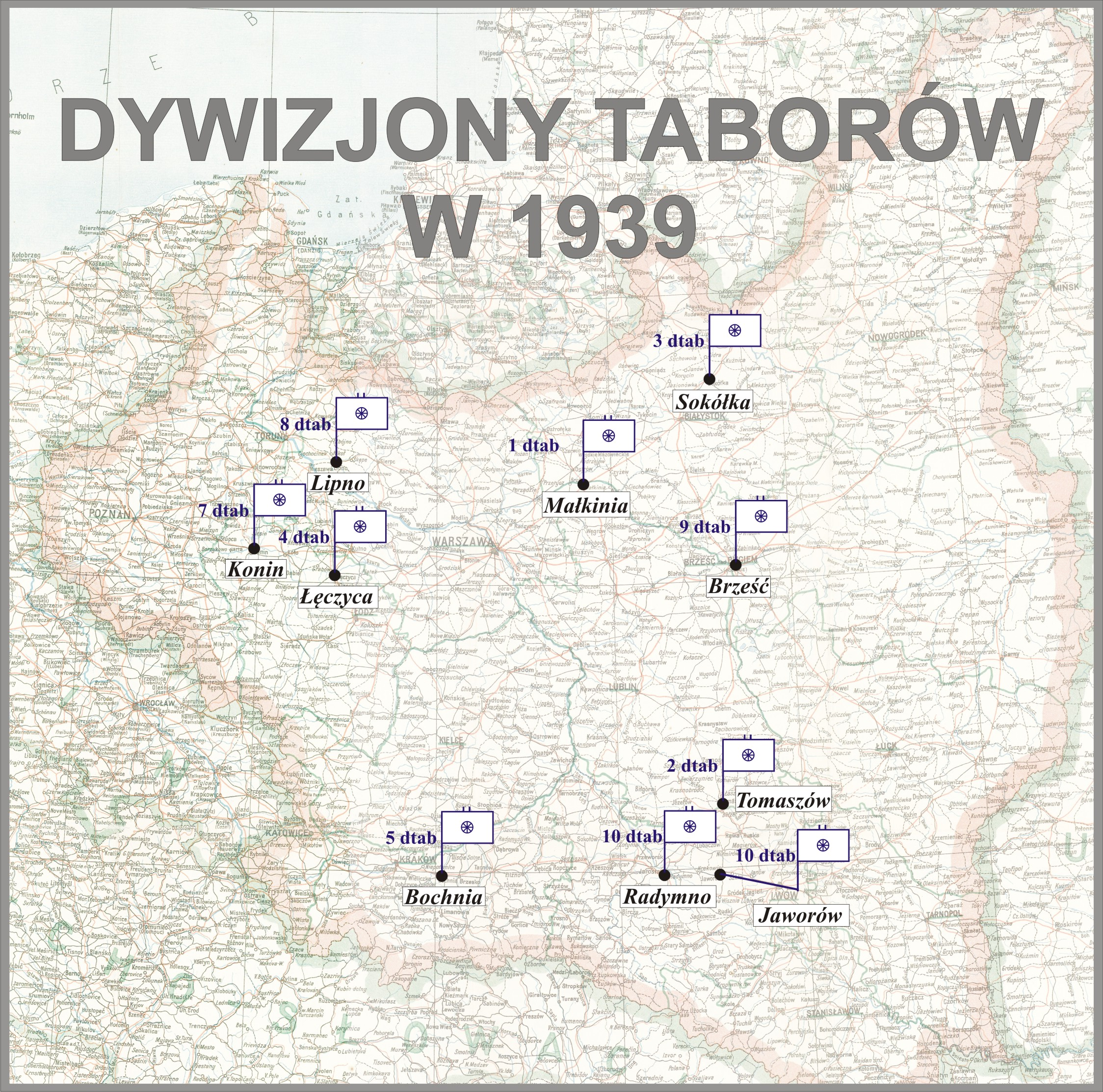
Polskie dywizjony taborów w 1939

3 Dywizjon Taborów – oddział taborów Wojska Polskiego w II Rzeczypospolitej.
W okresie swojego istnienia jednostka przechodziła kilkakrotnie reorganizację. W 1923 dywizjon stacjonował w Sokółce, a w 1939 stacjonowała tam kadra 3 dywizjonu taborów.

## Forowanie i zmiany organizacyjne
W 1923 dywizjon podlegał Dowództwu Okręgu Korpusu Nr III i stacjonował w Sokółce z wyjątkiem Kadry Szwadronu Zapasowego, która znajdowała się w Grodnie. Dowódca dywizjonu pełnił jednocześnie funkcję szefa taborów Okręgu Korpusu Nr III.
1 października 1925, w związku z reorganizacją wojsk taborowych, dywizjon został przeformowany w 3 szwadron taborów. Jednocześnie zostało utworzone Szefostwo Taborów Dowództwa Okręgu Korpusu Nr III. W lipcu 1926, „w związku z redukcją stanów liczebnych formacji taborowych (rozkaz MSWojsk. Oddz. I Szt. Gen. L. 2579/org. i rozporządzenie wykonawcze Dep. II L. 1600/tab. tjn.)” szwadron został skadrowany.
12 września 1930 roku została wydana „Organizacja taborów na stopie pokojowej. Przepisy służbowe”, a 18 września 1930 roku został wydany rozkaz o wprowadzeniu w życie organizacji formacji taborowych. 3 szwadron taborów został przeformowany w kadrę 3 dywizjonu taborów.
W 1939 kadra 3 dywizjonu taborów stacjonowała w Sokółce.

## Struktura organizacyjna
Organizacja dywizjonu w 1923
- dowództwo dywizjonu
- cztery lub pięć szwadronów taborowych[b]
- skład i warsztat taborowy
- kadra szwadronu zapasowego w Grodnie
- kadra Okręgowego Szpitala Koni nr III w Grodnie
- kolumny przewozowe

## Mobilizacja
Kadra 3 dyonu taborów była jednostką mobilizującą. Komendant kadry był odpowiedzialny za przygotowanie i przeprowadzenie mobilizacji zgodnie z Instrukcją mob. dla dowódców jednostek mobilizujących – cz. I. Pokojowa kadra dywizjonu taborów przed przystąpieniem do zadań mobilizacyjnych przechodziła w alarmie na wojenny etat „kadry mobilizacyjnej taborów nr 3” (organizacja wojenna L.3349/mob.org., ukompletowana zgodnie z zestawieniem specjalności L.33349/mob.AR oraz uzbrojona i wyposażona zgodnie z wojennymi należnościami materiałowymi L.3349/mob./mat.). Po przeprowadzeniu mobilizacji kadra mobilizacyjna podlegała likwidacji. Kadra mobilizacyjna taborów nr 3 była mobilizowana w alarmie, w grupie jednostek oznaczonych kolorem czerwonym. 23 sierpnia 1939 zarządzona została mobilizacja jednostek czerwonych na obszarze Okręgu Korpusu Nr III. Godzina „A” została wyznaczona na godz. 6.00 24 sierpnia. Kadra mobilizacyjna taborów nr 3 została sformowana w ciągu 12 godzin (A+12). 30 sierpnia zarządzono mobilizację powszechną. Jako jej pierwszy dzień wyznaczono 31 sierpnia. Trzeciego dnia mobilizacji powszechnej (2 września) gotowość osiągnąć miała pierwsza jednostka mobilizowana. Osiągnięcie gotowości przez ostatnie dwie jednostki zaplanowano na 15 dzień mobilizacji powszechnej. Zmobilizowane jednostki należały pod względem ewidencyjnym do Ośrodka Zapasowego Taborów nr 2 w Radymnie.
Zgodnie z poprawionym planem mobilizacyjnym „W” kadra mobilizacyjna taborów nr 3 w Sokółce mobilizowała następujące jednostki taborów:
- Okręgową Składnicę Taborową nr 3,
- kolumny sanitarne konne nr 31, 32 i 33[c],
- kolumny taborowe jednokonne nr 305, 306, 307, 308, 313, 314, 315, 316, 321, 322, 323, 324, 331, 332, 333, 334, 335, 336, 337, 338, 361, 362, 363, 364,
- Dowództwa Grup Marszowych Służb typ I (armijne) nr 31, 32, 33,
- Dowództwa Grup Marszowych Służb typ II (dywizyjne) nr 301, 302, 309, 310, 317, 318, 331, 332,
- warsztat taborowy nr 331,
- park taborowy (jednokonny) nr 31,
- pluton taborowy nr 361,
- zapas koni nr 31,
- zapas koni OK III[18].

| Planowany przydział jednostek taborowych dla wielkich jednostek i związków operacyjnych | Planowany przydział jednostek taborowych dla wielkich jednostek i związków operacyjnych | Planowany przydział jednostek taborowych dla wielkich jednostek i związków operacyjnych | Planowany przydział jednostek taborowych dla wielkich jednostek i związków operacyjnych | Planowany przydział jednostek taborowych dla wielkich jednostek i związków operacyjnych | Planowany przydział jednostek taborowych dla wielkich jednostek i związków operacyjnych | Planowany przydział jednostek taborowych dla wielkich jednostek i związków operacyjnych | Planowany przydział jednostek taborowych dla wielkich jednostek i związków operacyjnych | Planowany przydział jednostek taborowych dla wielkich jednostek i związków operacyjnych | Planowany przydział jednostek taborowych dla wielkich jednostek i związków operacyjnych | Planowany przydział jednostek taborowych dla wielkich jednostek i związków operacyjnych |
| Nazwa wielkiej jednostki lub związku operacyjnego                                       | Dowództwo Grupy Marszowej Służb                                                         | Dowództwo Grupy Marszowej Służb                                                         | kolumna taborowa jednokonna nr                                                          | pluton tab. nr                                                                          | warsztattab. nr                                                                         | kolumna sanitarna konna nr                                                              | park tab. nr                                                                            | zapas koni nr                                                                           | Okręg. Składnica Tab. nr                                                                | zapas koni OK                                                                           |
| Nazwa wielkiej jednostki lub związku operacyjnego                                       | typ I nr                                                                                | Typ II nr                                                                               | kolumna taborowa jednokonna nr                                                          | pluton tab. nr                                                                          | warsztattab. nr                                                                         | kolumna sanitarna konna nr                                                              | park tab. nr                                                                            | zapas koni nr                                                                           | Okręg. Składnica Tab. nr                                                                | zapas koni OK                                                                           |
| --------------------------------------------------------------------------------------- | --------------------------------------------------------------------------------------- | --------------------------------------------------------------------------------------- | --------------------------------------------------------------------------------------- | --------------------------------------------------------------------------------------- | --------------------------------------------------------------------------------------- | --------------------------------------------------------------------------------------- | --------------------------------------------------------------------------------------- | --------------------------------------------------------------------------------------- | --------------------------------------------------------------------------------------- | --------------------------------------------------------------------------------------- |
| 1 Dywizja Piechoty Legionów                                                             |                                                                                         | 301, 302                                                                                | 305, 306, 307, 308                                                                      |                                                                                         |                                                                                         |                                                                                         |                                                                                         |                                                                                         |                                                                                         |                                                                                         |
| 19 Dywizja Piechoty                                                                     |                                                                                         | 309, 310                                                                                | 313, 314, 315, 316                                                                      |                                                                                         |                                                                                         |                                                                                         |                                                                                         |                                                                                         |                                                                                         |                                                                                         |
| 29 Dywizja Piechoty                                                                     |                                                                                         | 317, 318                                                                                | 321, 322, 323, 324                                                                      |                                                                                         |                                                                                         |                                                                                         |                                                                                         |                                                                                         |                                                                                         |                                                                                         |
| 33 Dywizja Piechoty                                                                     |                                                                                         | 331, 332                                                                                | 331, 332, 333, 334, 335, 336, 337, 338                                                  |                                                                                         | 331                                                                                     |                                                                                         |                                                                                         |                                                                                         |                                                                                         |                                                                                         |
| Armia „Prusy”                                                                           | 31, 32, 33                                                                              |                                                                                         | 361, 362, 363, 364                                                                      | 361                                                                                     |                                                                                         | 31, 32, 33                                                                              | 31                                                                                      | 31                                                                                      |                                                                                         |                                                                                         |
| Okręg Korpusu Nr III                                                                    |                                                                                         |                                                                                         |                                                                                         |                                                                                         |                                                                                         |                                                                                         |                                                                                         |                                                                                         | 3                                                                                       | III                                                                                     |

## Obsada personalna
Dowódcy dywizjonu i szwadronu oraz komendanci kadry
- ppłk tab. Władysław Czermak (IV 1923[20] – 1 X 1925 → kierownik Centralnej Składnicy Taborowej[21])
- mjr tab. Marian Frydrychowicz (1 X 1925[21] – VII 1926 → dowódca 1 szw. tab[22])
- kpt. tab. Franciszek Drwota (p.o. VII – XI 1926 → dowódca 8 szw. tab.[23])
- rtm. Marian Metelski (od XI 1926[23][24][25][d])
- kpt. Hubert Lorenczuk (był III 1939)

Zastępcy dowódcy dywizjonu
- mjr tab. Antoni Burchard (1923[1][27] – 1 X 1925 → p.o. szefa Szefostwa Taborów DOK III[28])

Komendant Kadry Szwadronu Zapasowego
- kpt. tab. Stefan Suchorzewski (p.o. 1923[1] – 1924[27])

Kwatermistrzowie szwadronu
- rtm. tab. Franciszek Drwota (1 X 1925[28] – VII 1926 → p.o. dowódcy szwadronu)
- rtm. tab. Stefan Suchorzewski (VII 1926[29][24] – 1 IV 1929 → kwatermistrz 7 dtab[30])
- por. tab. Zdzisław Koziołkowski (p.o. 1 IV 1929[31] – X 1930 → 5 dtab[32])

Obsada personalna kadry 3 dywizjonu taborów w marcu 1939 roku
- komendant kadry – kpt. Lorenczuk Hubert
- oficer mobilizacyjny – kpt Świderski Antoni
- oficer administracyjno-materiałowy – por. Radwański Leon

### Żołnierze dywizjonu – ofiary zbrodni katyńskiej
Biogramy zamordowanych znajdują się na stronie internetowej Muzeum Katyńskiego
| Nazwisko i imię      | stopień              | zawód           | miejsce pracy przed mobilizacją        | zamordowany |
| -------------------- | -------------------- | --------------- | -------------------------------------- | ----------- |
| Normark Stefan       | podporucznik rezerwy | urzędnik        |                                        | Katyń       |
| Świtow Aleksander    | podporucznik rezerwy | nauczyciel      | Szkoła Powszechna w Bohaterach Leśnych | Katyń       |
| Urbanowicz Jan       | podporucznik rezerwy | księgowy        |                                        | Katyń       |
| Wolaniuk Aleksander  | podporucznik rezerwy | urzędnik        | administracja państw. w Grodnie        | Katyń       |
| Żukiewicz Henryk     | podporucznik rezerwy | nauczyciel      | Szkoła Powszechna w Złakowie Borowym   | Katyń       |
| Cieślak Roman        | podporucznik rezerwy | urzędnik        |                                        | Charków     |
| Dembiński Leon       | porucznik rezerwy    |                 | (e)                                    | Charków     |
| Gogolewski Kazimierz | podporucznik rezerwy |                 |                                        | Charków     |
| Jasiorowski Albert   | podporucznik rezerwy |                 |                                        | Charków     |
| Przepióra Stanisław  | podporucznik rezerwy | inżynier leśnik |                                        | Charków     |
| Rokicki Edward       | podporucznik rezerwy | urzędnik        | pracował w Warszawie                   | Charków     |
| Rozmarynowicz Witold | podporucznik rezerwy | handlowiec      |                                        | Charków     |
| Sakłak Stanisław     | podporucznik rezerwy | prawnik, mgr    |                                        | Charków     |
| Skrobek Marian       | podporucznik rezerwy | nauczyciel      |                                        | Charków     |
| Sowiński Tadeusz     | porucznik rezerwy    |                 |                                        | Charków     |
| Wróblewski Jan       | podporucznik rezerwy |                 |                                        | Charków     |